# Swiss Top
Swiss Top ist ein ehemaliger Nachwuchsförderpreis, der 2003 bis 2009 von Radio DRS 3 verliehen wurde.
Beim Swiss Top-Wettbewerb wurde jeden Monat aus den Neuerscheinungen ein Monatssieger gewählt. Aus diesen Monatssiegern wurde Ende Jahr von einer Fachjury der Jahressieger erkoren und mit einem 10'000 Franken dotierten Preis geehrt. Der 2007 und 2008 jeweils auch vergebene Preis der SUISA-Stiftung war mit 5'000 Franken dotiert.
Der Preis wurde 2010 zum «Best Talent»-Wettbewerb umgewandelt, dessen Jahressieger im Rahmen der Swiss Music Awards geehrt wird.

## Gewinner
- 2009: Aloan
- 2008: Marvin (Suisa-Preis: Churchhill)
- 2007: Pegasus (Suisa-Preis: Heidi Happy)
- 2006: My Name Is George
- 2005: Admiral James T.
- 2004: Biggles
- 2003: Zorg